# Електроенергетика

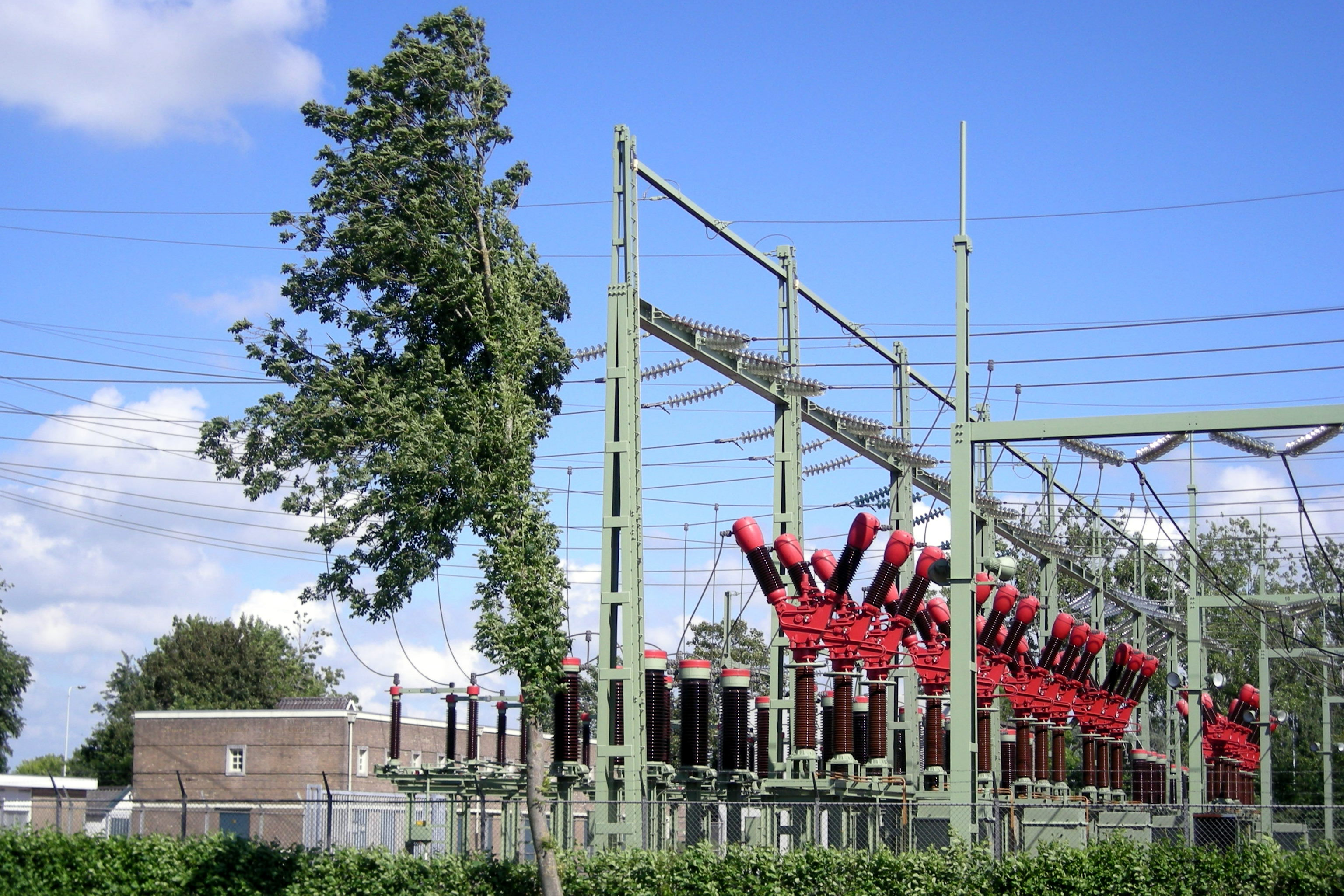
Електрична підстанція

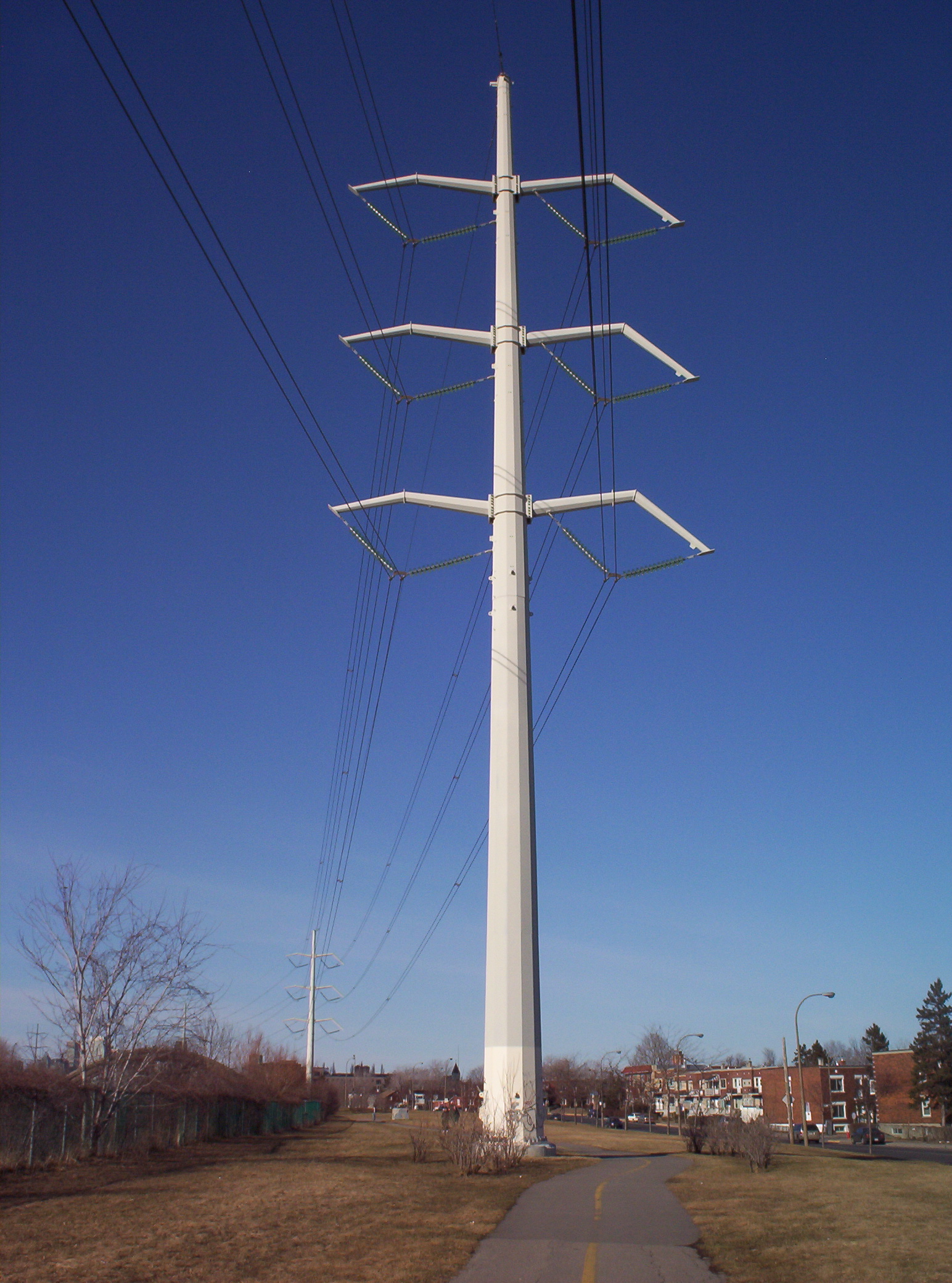
Високовольтна лінія електропередачі

Електроенерге́тика (англ. Electric power industry) — провідна галузь енергетики, також звана інженерією енергетичних систем, являє собою підрозділ електротехніки, який переймається виробництвом, передаванням, розподілом і використанням електроенергії, а також електричними пристроями, приєднаними до таких систем. Хоча більша частина галузі пов'язана з питаннями трифазного змінного струму — стандарту для далекосяжного передавання і розподілу електроенергії в сучасному світі — значну частину енергетики пов'язано з перетвореннями між потужністю змінного та постійного струму і розробкою спеціалізованих енергосистем, наприклад, використовуваних на літаках або в залізничних електричних мережах. Енергетика черпає велику частину своєї теоретичної бази з електротехніки.

## Виробництво електроенергії
Основну частину електроенергії у світі виробляють теплові, атомні та гідроелектростанції. В економічно розвинених країнах технічні засоби електроенергетики об'єднуються в автоматизовані і централізовані керовані електроенергетичні системи.
Підприємства електроенергетики є підприємствами з безперервним виробництвом.
Електроенергія виробляється шляхом перетворення інших видів енергії, наприклад рухомої води, енергії вітру або сонячної енергії. На теплових й атомних електростанціях хімічна, або ядерна енергія, спочатку перетворюються на теплову, а тільки потім в енергію електричного струму.
Динаміка світового виробництва електроенергії (Рік — млрд кВт·год):
- 1900 — 15
- 1914 — 37,5
- 1950 — 950
- 1960 — 2300
- 1970 — 5000
- 1980 — 8250
- 1990 — 11 800
- 2000 — 14 500
- 2005 — 18 138,3
- 2007 — 19 894,9
- 2013 — 23 127[1]
- 2014 — 23 536,5[2]
- 2015 — 24 097,7[3]

## Передавання електроенергії
Передавання електроенергії, це проміжна ланка електропостачання між виробництвом і мережами живлення споживачів. Передавання струму на великі відстані, забезпечується лініями електропередач надзвичайно високої напруги (зазвичай більш ніж 110 кВ).

## Розподіл електроенергії
Розподіл електроенергії — це кінцева мета електропостачання. Розподіл забезпечується місцевими мережами живлення, які проводять струм до кінцевого споживача.